# Håndbold under sommer-OL 1996
Håndbold under sommer-OL 1996 afholdtes i Atlanta, USA fra 24. juli til 4. august 1996. Der deltog tolv herrehold og otte kvindehold. Herrernes turnering blev vundet af Kroatien, mens kvindernes turnering blev vundet af Danmark.

## Placeringer

### Mænd
| Plads  | Hold      |
| ------ | --------- |
| Guld   | Kroatien  |
| Sølv   | Sverige   |
| Bronze | Spanien   |
| 4.     | Frankrig  |
| 5.     | Rusland   |
| 6.     | Egypten   |
| 7.     | Tyskland  |
| 8.     | Schweiz   |
| 9.     | USA       |
| 10.    | Algeriet  |
| 11.    | Brasilien |
| 12.    | Kuwait    |

### Kvinder
| Plads  | Hold     |
| ------ | -------- |
| Guld   | Danmark  |
| Sølv   | Sydkorea |
| Bronze | Ungarn   |
| 4.     | Norge    |
| 5.     | Kina     |
| 6.     | Tyskland |
| 7.     | Angola   |
| 8.     | USA      |

| GRUPPE A | GRUPPE A | GRUPPE A | GRUPPE A |
| Nation   | Kampe    | Mål      | Point    |
| -------- | -------- | -------- | -------- |
| Danmark  | 3        | 89 - 62  | 6        |
| Ungarn   | 3        | 81 - 70  | 4        |
| Kina     | 3        | 71 - 83  | 2        |
| USA      | 3        | 64 - 90  | 0        |

| Kampe      | Kampe            | Kampe   |
| ---------- | ---------------- | ------- |
| 26.07.1996 | Ungarn - Kina    | 29 - 19 |
| 26.07.1996 | Danmark - USA    | 29 - 19 |
| 28.07.1996 | Kina - Danmark   | 21 - 33 |
| 28.07.1996 | USA - Ungarn     | 24 - 30 |
| 30.07.1996 | Ungarn - Danmark | 22 - 27 |
| 30.07.1996 | Kina - USA       | 31 - 21 |

| GRUPPE B | GRUPPE B | GRUPPE B | GRUPPE B |
| Nation   | Kampe    | Mål      | Point    |
| -------- | -------- | -------- | -------- |
| Sydkorea | 3        | 83 - 60  | 6        |
| Norge    | 3        | 79 - 66  | 4        |
| Tyskland | 3        | 70 - 73  | 2        |
| Angola   | 3        | 49 - 82  | 0        |

| Kampe      | Kampe               | Kampe   |
| ---------- | ------------------- | ------- |
| 26.07.1996 | Norge - Angola      | 30 - 18 |
| 26.07.1996 | Sydkorea - Tyskland | 33 - 20 |
| 28.07.1996 | Angola - Sydkorea   | 19 - 25 |
| 28.07.1996 | Tyskland - Norge    | 23 - 28 |
| 30.07.1996 | Tyskland - Angola   | 27 - 12 |
| 30.07.1996 | Sydkorea - Norge    | 25 - 21 |

| Kamp om 7.-8. plads | Kamp om 7.-8. plads | Kamp om 7.-8. plads |
| ------------------- | ------------------- | ------------------- |
| 01.08.1996          | USA - Angola        | 23 - 24             |
| Kamp om 5.-6. plads |                     |                     |
| 01.08.1996          | Tyskland - Kina     | 26 - 28             |
| Semi-finale         |                     |                     |
| 01.08.1996          | Danmark - Norge     | 23 - 19             |
| 01.08.1996          | Sydkorea - Ungarn   | 39 - 25             |

| Kamp om 3. pladsen | Kamp om 3. pladsen | Kamp om 3. pladsen |
| ------------------ | ------------------ | ------------------ |
| 03.08.1996         | Ungarn - Norge     | 20 - 18            |
| Finale             |                    |                    |
| 03.08.1996         | Danmark - Sydkorea | 37 - 34            |